# Letis herilia
Letis herilia är en fjärilsart som beskrevs av Stoll 1780. Letis herilia ingår i släktet Letis och familjen nattflyn. Inga underarter finns listade i Catalogue of Life.

## Bildgalleri

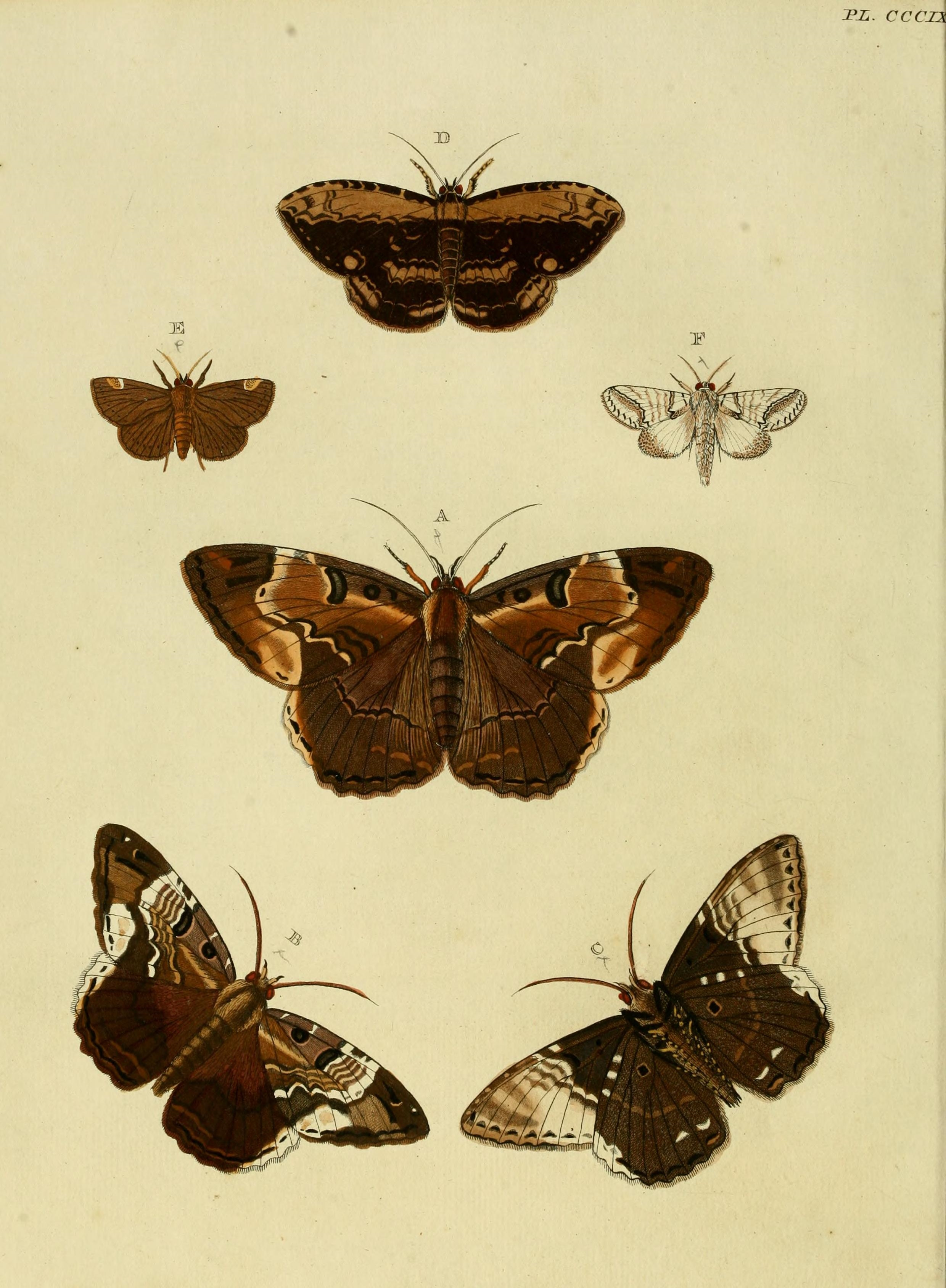